# The Adventures of Cliff Booth
Авантуре Клифа Бута (енгл. The Adventures of Cliff Booth) је предстојећи амерички хумористичко-драмски филм из 2026. године, режисера Дејвида Финчера, према сценарију који је написао Квентин Тарантино. Наставак је филма Било једном у Холивуду (2019), а Бред Пит понавља своју улогу Клифа Бута, док су у споредним улогама Скот Кан, Елизабет Дебики, Јахја Абдул Матин II, Карла Гуџино, Холт Макалани, Џеј-Би Тадена и Кори Фогелманис.

## Радња
Радња се одвија 1977. године, осам година након догађаја филма Било једном у Холивуду.

## Улоге
| Глумац               | Улога        |
| -------------------- | ------------ |
| Бред Пит             | Клиф Бут     |
| Скот Кан             |              |
| Елизабет Дебики      |              |
| Јахја Абдул Матин II |              |
| Карла Гуџино         |              |
| Холт Макалани        |              |
| Џеј-Би Тадена        |              |
| Кори Фогелманис      |              |
| Карен Карагулијан    |              |
| Тимоти Олифант       | Џејмс Стејси |